# Абдуллах ибн Абд аль-Мутталиб
Абдулла́х ибн Абд аль-Мутта́либ ибн Ха́шим аль-Кураши́ (араб. عبد الله بن 
عبد المطلب بن هاشم القرشي‎; 545, Мекка — 570, Медина, Хиджаз) — отец пророка Мухаммеда, муж Амины бинт Вахба и сын Абд аль-Мутталиба от Фатимы бинт Амра.

## Биография

### Жертвоприношение
Абдуллах был любимцем Абд аль-Мутталиба. Согласно преданиям, Абд аль-Муталлиб поклялся принести в жертву одного из своих сыновей в случае, если у него родится 10 сыновей. Когда спустя много лет у него родились и выросли сыновья, он вспомнил о своём обете. Чтобы решить, кого из сыновей принести в жертву, Абд аль-Мутталиб бросил жребий, и он пал на Абдуллу. По совету курайшитов Абд аль-Мутталиб отказался от своего замысла и принёс в жертву взамен своего сына 100 верблюдов.

### Женитьба
Абдуллах отличался особой красотой, чистым нравом, и многие женщины были не против выйти за него замуж. В 569 году Абдуллах женился на знатной девушке Амине бинт Вахб, и от этого брака родился Мухаммад. Однако Абдулла умер до рождения своего сына, так и не увидев его.

### Смерть
В момент смерти Абдуллаху ибн Абд аль-Мутталибу было 25 лет. Историки сообщают о том, что Абдулла выехал по торговым делам в направлении Сирии, но по пути заболел и умер в Медине. Имеются также сообщения и о том, что Абдулла умер, когда Мухаммаду было 2 месяца.